# Boliwia na Zimowych Igrzyskach Olimpijskich 1984
Boliwię na Zimowych Igrzyskach Olimpijskich 1984 reprezentowało 3 zawodników, byli to sami mężczyźni.

## Narciarstwo alpejskie
- Scott Alan Sánchez
  - Zjazd – 43. miejsce
  - Gigant slalom – 34. miejsce
  - Slalom – nie ukończył

- José-Manuel Bejarano
  - Gigant slalom – 76. miejsce

- Mario Hada
  - Gigant slalom – nie ukończył